# Manos unidas (película)
 Manos unidas  es una película documental coproducción de Argentina, Bolivia y Chile filmada en colores dirigida por Roly Santos sobre su propio guion que se estrenó en octubre de 2014 en Venezuela. La película estuvo precedida de una investigación de cinco años, y sobre el tema el director también hizo una serie de televisión y escribió un libro.

## Sinopsis
Qué pasó con las manos del Che Guevara y de Juan Perón, que desaparecieron y la de Víctor Jara que fueran mutiladas y cuál es el significado simbólico de esos hechos.

## Comentario
El director del filme Roly Santos declaró a propósito de este filme:

”La primera idea de película es la importancia de las manos, ellas son tan importantes para las personas como el cerebro, pueden cometer violencia, pueden curar o matar. Siempre estuve involucrado en la situación  política latinoamericana, siempre quise saber qué pasó con las manos del Che Guevara, que tuvo las manos cortadas, había algunos enigmas en torno de esa historia, no se sabía muy bien qué había pasado con ellas. Al mismo tiempo, Perón, un líder argentino popular, también tuvo las manos cortadas y ¿por qué hicieron eso específicamente con las manos, y no  otras partes del cuerpo? Sabía también que destruyeron  las manos del cantor chileno de música popular, Victor Jara, él era guitarrista, director de teatro, entonces cuando fue preso por la dictadura destruyeron sus manos.

## Premios y participación en festivales
Participó integrando la selección oficial en los Festivales Internacionales de Cine de Margarita (Venezuela), Cinemavvenire Film Festival (Italia) y Florianópolis Audiovisual Mercosul. Fue galardonada con los premios de Mejor Realizador y Montaje del Festival Internacional de Cine Figueira FilmArt (Portugal) y con una Mención de Honor en el  Festival Internacional del Nuevo Cine Latinoamericano de La Habana (Cuba) de 2015.